# Julia Abe
Julia Abe (* 21. Mai 1976 in Bielefeld) ist eine deutsche ehemalige Tennisspielerin.

## Karriere
Abe begann im Alter von sechs Jahren Tennis zu spielen. Ihre bevorzugte Spieloberfläche war der Sandplatz. Sie erreichte am 10. Januar 2000 mit Position 111 ihre höchste Platzierung in der Einzel-Weltrangliste. Der vom 10. April 2000 datierende Platz 139 war ihre beste Einstufung in der Doppel-Wertung. 1998 war sie Deutsche Tennismeisterin.